# 茶籽粉
茶籽粉是一種天然草本洗劑，可用作清洗身體。茶籽粉由山茶屬植物（通常為油茶樹或一般茶樹）的種子製成。

## 概述
茶籽舊時，榨油前會將油茶種子磨成粉後放入金屬圓箍製成餅狀以利壓油，這一塊塊榨油後被壓實的圓餅台語稱為茶箍，可當肥皂用。但一塊塊的茶粕碎片使用起來不甚方便，所以人們就將它磨成粉末，即茶籽粉。茶籽粉富含茶皂素（15一18%的茶皂素），也可清洗蔬菜等，去油、去污能力非常强，好冲洗并且对手部不伤害。